# ホームドラマ!
『ホームドラマ!』は、TBSテレビ系の「金曜ドラマ」枠（毎週金曜日22時 - 22時54分、JST）で2004年4月16日から6月25日まで放送された日本のテレビドラマ。主演は堂本剛。
東南アジアツアー中の事故で愛する者を亡くした人たちが同じ一軒家に住み家族を作って行く奇妙な共同生活を描いた。タイトルの『ホームドラマ』の意味通り、家族の意味を問うヒューマンドラマである。

## 登場人物
年齢は公式サイトにて

### 遺族達
井坂 将吾〈25〉
演 - 堂本剛（KinKi Kids）
リフォーム会社「大槻ホーム」勤務。幼少時に両親を亡くし祖父に育てられたが、拗ねて不良になり暴れていたため祖父の死に目に会えなかった。その負い目から不良としての自分に終止符を打ち、真面目に生きる決意を固める。一本気な性格の熱血漢で、「家族」に対する想いは強い。新婚旅行中に事故に遭い、最愛の新妻と彼女の妊娠していた子供を失う。その後、慰霊祭で再会した遺族達に「この痛みを分かってくれるのはこの人達しかいない」と思い一緒に暮らす提案を出す。
秋庭 智彦〈32〉
演 - ユースケ・サンタマリア
商事会社勤務（事故後に退職、別会社に再就職）。将吾とは対照的に理屈っぽい性格。家族旅行中に事故に遭い（ただし彼は事故当時、仕事の都合で妻や息子と同行していなかった）、妻と息子を失う。
原口 仁美〈22〉
演 - 酒井若菜
不倫相手の上司との旅行中事故に遭い、自分だけが生き残った（本人は「他の遺族たちと違い、自分は被害者であり加害者でもある」と語っている）。それが原因で職場（家具店）に不倫をしていたことが公になり、同僚や上司から無視され孤立し、退社。
新見 まゆみ〈26〉
演 - 紺野まひる
ツアーの添乗員。関西出身。家事が苦手で酒乱で酒癖悪い。事故でツアーコンダクターの夫を失う（事実上、若くして未亡人になる）。智彦同様、事故後に退職し別会社へ再就職。
長峰 翔子〈17〉
演 - 井上真央
高校生。事故で弟と両親を亡くし、自分だけが生き残った。事故の影響でバス恐怖症となり、バスに乗れなくなっている。
中西 光太〈14〉
演 - 西洋亮
中学3年生。事故で父を亡くす。両親は離婚している。その後、別れた実母に引き取られるが養父に馴染めず、過食症に。チョコバーが好物で常に携帯している。
青山 宏樹〈10〉
演 - 泉澤祐希
小学5年生。事故で両親を亡くす。その後、祖父母に引き取られる。
遠山 映子〈56〉
演 - いしだあゆみ
事故で息子二人を失う。元保険外交員。バツイチ。
河野 清一郎〈75〉
演 - 田村高廣
事故で妻を失う。

### 故人
バス事故での犠牲者。
- 井坂亜由美（将吾の妻） - 岡本綾
- 秋庭香（智彦の妻） - 木村多江
- 秋庭直哉（智彦の息子） - 佐藤和也
- 新見靖彦（まゆみの夫、ツアーコンダクター） - 岡田浩暉
- 矢口俊輔（仁美の不倫相手） - 斉藤陽一郎
- 長嶺守（翔子の父） - 樋渡真司
- 長嶺恵（翔子の母） - 花井みを
- 長嶺拓（翔子の弟） - 須田泰大
- 中西和也（光太の父） - 六角精児
- 青山貴宏（宏樹の父） - 伊藤博幸
- 青山順子（宏樹の母） - 浅野麻衣子
- 遠山高志（映子の長男） - 堀江慶
- 遠山義則（映子の次男） - 飛岡宏年
- 河野泰子（清一郎の妻） - 長内美那子

### ゲスト
第1話
- 京子（光太の母） - 池田貴美子
- 京子の後夫 - 松浦隆
- 青山敬一郎（宏樹の祖父） - 山崎満（第2話）
- 青山美代（宏樹の祖母） - 松浪志保（第2話）
- 智彦の上司 - 伊藤正之（第2 - 3話）
- 大槻社長（将吾の勤務先の工務店社長） - 山田明郷（第6・7・8話）

第2話
- 翔子の叔母 - 山口みよ子
- 智彦の部下 - 足立学

第3話
- 智彦の友人 - 櫻庭博道
- タクシー運転手 - 武野功雄

第5話
- 矢口俊輔の妻 - 仁藤優子

第7話
- 米村慎二（週刊誌記者） - 村松利史（第8話）

第8話
- 週刊誌編集者 - 半海一晃
- ウェイトレス - 上村愛香
- 河野慶一（清一郎の息子） - 山崎一

第9話
- 稲葉（翔子の友人の彼氏） - 加藤成亮(NEWS)

第10話
- 新藤誠（亜由美の父） - 黒沢年雄
- 浜田桃子（喫茶店店主） - 木村多江
- 原口生 - 斎藤拳匠（最終話）

最終話
- 塩沢（スーパー店員） - 小林すすむ

## スタッフ
- 脚本 - 岡田惠和
- 音楽 - 長谷部徹
- 演出 - 平野俊一、酒井聖博、高津泰行、片山修
- プロデューサー - 橋本孝、瀬戸口克陽
- 演出補 - 高津泰行、高野英治、上野かおる、加藤尚樹、岩城隆一
- プロデューサー補 - 遠藤正人、塩村香里
- 編成 - 津留正明
- 協力 - 東通、アックス、日音、緑山スタジオ・シティ、NK特機、タカハシレーシング
- 制作 - ドリマックス・テレビジョン、TBS

## 主題歌
- オープニング：ギルバート・オサリバン「アローン・アゲイン」
- エンディング：堂本剛「ORIGINAL COLOR」

## 放送日程
| 各話                                                      | 放送日        | サブタイトル                                                                 | 演出     | 視聴率 |
| --------------------------------------------------------- | ------------- | ---------------------------------------------------------------------------- | -------- | ------ |
| 第1話                                                     | 2004年4月16日 | 僕らは世界で一番大切な人を失った… タイ・バス転落事故から始まる家族再生の物語 | 平野俊一 | 12.6%  |
| 第2話                                                     | 2004年4月23日 | やって来た2人                                                                | 酒井聖博 | 11.9%  |
| 第3話                                                     | 2004年4月30日 | 将吾ブチ切れる                                                               | 平野俊一 | 10.5%  |
| 第4話                                                     | 2004年5月07日 | 私妊娠してる!                                                                | 酒井聖博 | 10.5%  |
| 第5話                                                     | 2004年5月14日 | 涙の授業参観日                                                               | 平野俊一 | 09.4%  |
| 第6話                                                     | 2004年5月21日 | デブの逆襲                                                                   | 酒井聖博 | 09.4%  |
| 第7話                                                     | 2004年5月28日 | 嵐を呼ぶ訪問者                                                               | 高津泰行 | 10.3%  |
| 第8話                                                     | 2004年6月04日 | 迎えに来た息子                                                               | 片山修   | 07.4%  |
| 第9話                                                     | 2004年6月11日 | 生まれて来る命                                                               | 酒井聖博 | 09.3%  |
| 第10話                                                    | 2004年6月18日 | 第二部スタート                                                               | 片山修   | 08.1%  |
| 最終話                                                    | 2004年6月25日 | 別れの決断                                                                   | 酒井聖博 | 07.2%  |
| 平均視聴率 9.7%（視聴率は関東地区・ビデオリサーチ社調べ） |               |                                                                              |          |        |

## 関連商品
DVD
- Vol.1 第1話（2H）、2話 PCBX-50627
- Vol.2 第3話、第4話 PCBX-50628
- Vol.3 第5話、第6話 PCBX-50629
- Vol.4 第7話、第8話 PCBX-50630
- Vol.5 第9話、第10話、最終話 PCBX-50631
- 全巻収納DVD-BOX PCBX-60019

VHS
- Vol.1 第1話（2H）、2話 PCVX-71173
- Vol.2 第3話、第4話 PCVX-71174
- Vol.3 第5話、第6話 PCVX-71175
- Vol.4 第7話、第8話 PCVX-71176
- Vol.5 第9話、第10話、最終話 PCVX-71177

「ホームドラマ!」オリジナル・サウンドトラック
- 発売元：ユニバーサルシグマ
- 発売日： 2004年6月9日
- 盤種： CDアルバム
- レコードNo： UMCK-1180

ホームドラマ！（書籍）
- 原作：岡田惠和　著者：進藤良彦
- 発売元：竹書房
- 発売日：2004年07月16日　ISBN 4812416884

## 放送時間
- 金曜日21:30 - 23:24（1話）
- 金曜日22:30 - 23:24（2、4話）
- 金曜日22:00 - 22:54（3、5 - 6、8 - 11話）
- 金曜日22:10 - 23:04（7話）

## エピソード・雑記
- 東京全日空ホテルでの製作発表の際に、記者からの出演者への質問に「血の繋がっていない家族という設定の役を演じていく上で、気をつけていることはありますか？」と出た時に泉澤祐希がマイクを持ったまま固まってしまい、席の離れた堂本剛が心配そうにじっと泉澤祐希を直視し、緊張が解けたように泉澤祐希が、「自然にやってます」と答えた。
- 視聴率が取れないことを苦にして責任を感じている橋本孝プロデューサーに堂本剛とユースケ・サンタマリアが激励をし、気持ちが晴れたと語っている。
- 第7話では酒井若菜が出演した『木更津キャッツアイ』、井上真央が出演した『キッズ・ウォー』に関係した演出が行われた。
- 最終話のロケに使用した小学校が火災で全焼するというニュースが起こり、何かできることはないかと考えたプロデューサーの橋本孝が、ロケの時に撮った校舎の全景写真をパネルにして贈った。
- 最終回の将吾のナレーションは「アローン・アゲイン」の歌詞の一部を抜粋している。岡田惠和がこのドラマを書き始める時に、最初にノートに書きとめた言葉だったようだ。
- 第41回ザテレビジョン：ドラマアカデミー賞の読者票では「作品賞」「主演男優賞」「助演男優賞」「主題歌賞」の四冠を獲得した。